# エリーザベト・フォン・エスターライヒ (1285-1352)

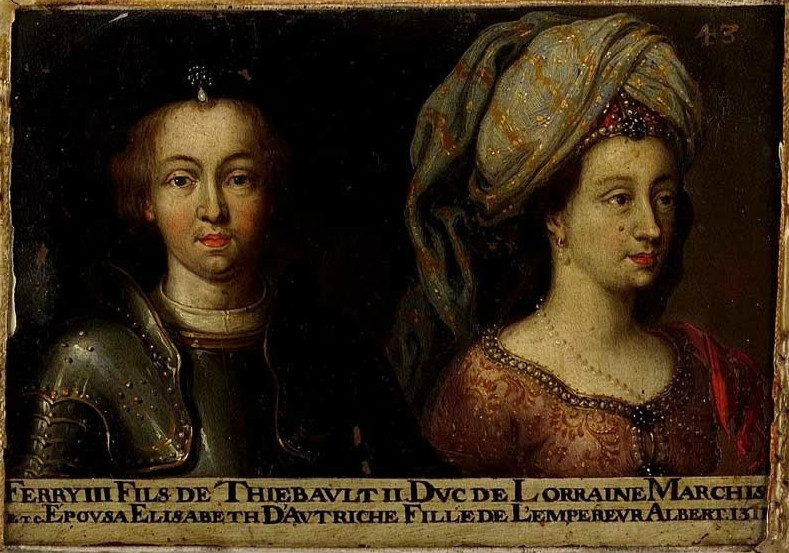
エリーザベトと夫ロレーヌ公フェリー4世

エリーザベト・フォン・エスターライヒ（ドイツ語：Elisabeth von Österreich, 1285年ごろ - 1352年5月19日）またはイザベル（Isabelle）は、ロレーヌ公妃および、息子が若年の間ロレーヌ公領の摂政（1329年 - 1331年）をつとめた。

## 生涯
エリーザベトはローマ王アルブレヒト1世とエリーザベト・フォン・ケルンテンの間の娘である。兄弟にボヘミア王ルドルフ1世、フリードリヒ3世、レオポルト1世、アルブレヒト2世およびオットーが、姉妹にハンガリー王妃アグネスおよびブランデンブルク辺境伯妃アンナがいる。
父アルブレヒト1世はフランスとの関係を強めるため、エリーザベトをフランス王フィリップ4世の息子の一人と婚約させた。1300年5月25日、長兄ルドルフ1世がフィリップ4世の異母妹ブランシュ・ド・フランスと結婚した。この結婚の後、エリーザベトとフランス王子との婚約は解消された。
その後エリーザベトはロレーヌ公フェリー4世と結婚することとなった。婚姻契約書に1306年8月6日署名され、1307年に結婚した。この結婚によりエリーザベトはロレーヌ公妃となり、エリーザベトの弟フリードリヒ3世はフェリー4世からローマ王となるための支援を受けることができた。フェリー4世はミュールドルフの戦いにおいてフリードリヒ3世に味方して戦ったが捕縛され、フランス王によって解放された。エリーザベトはロレーヌにおいてはイザベルと呼ばれた。
夫フェリー4世は1328年に死去し、息子ラウルが若年であったため、エリーザベトが1329年から1331年までロレーヌの摂政をつとめた。ラウールは10歳でエレオノール・ド・バルと結婚し、舅バル伯エドゥアール1世がエリーザベトに代わって摂政となった。
エリーザベトは1352年にロレーヌ公領の首都ナンシーで死去し、チロル伯領内にあったケーニヒスフェルデン修道院の墓地に埋葬された。

## 子女
エリーザベトはフェリー4世との間に6人の子女をもうけた。
- ラウル（1320年 - 1346年） - ロレーヌ公（1328年 - 1346年）[2]
- フェリー - リュネヴィル伯
- マルグリット（1376年8月9日没） - オブリーヴ領主ジャン・ド・シャロン（1350年没）と結婚、のちフライブルク伯コンラート（1377年没）と結婚
- アニェス - 早世
- ティボー - 早世
- アルベール - 早世

ラウルとマルグリットのみが成人し、他は早世した。